# チェファル
チェファル (イタリア語: Cefalù; シチリア語: Cifalù）は、イタリア共和国シチリア自治州パレルモ県のティレニア海沿岸にある、人口約1万4000人の基礎自治体（コムーネ）。古代ギリシャ人の植民都市に起源を持つ都市である。

## 名称
シケリアのディオドロスとストラボンはギリシャ語で Κεφαλοίδιον、プトレマイオスは Κεφαλοιδὶς と書き記した。
プリニウスはラテン語でケファロエディウム（Cephaloedium）、またはケファロエディス（Cephaloedis）と記した。
日本語文献では「チェファルー」と表記されることもある。

## 地理

### 位置・広がり
パレルモ県のコムーネ。県都パレルモから東へ58kmの距離にある。

#### 隣接コムーネ
隣接するコムーネは以下の通り。
- カステルブオーノ
- グラッテーリ
- イズネッロ
- ラスカリ
- ポッリナ

## 歴史
チェファルはギリシャ起源の都市で、海に突き出した険しい突端（Κεφαλὴ）をなす、非常に高い絶壁の岩の上にあることから明らかに市名が発生している。しかし市名のギリシャ語源である根拠はなく、この海岸地帯の島にあった唯一のギリシャ植民地ヒメラ（現在のテルミニ・イメレーゼの東12キロメートル）について触れたトゥキディデスも記述していない。おそらくこの時代のケファロエディウムはヒメラに属し希に要塞となり、ヒメラが破壊された後避難民らが最初に移り住んで町としたとされる。名前が歴史上初めて登場するのは、カルタゴ人航海者イミルコ（en:Himilco）が紀元前396年に、ケファロエディウムの住民とヒメラ住民との間の条約を締結したという史実によってである。しかし後にカルタゴの軍備が打ち負かされると、シラクサの僭主ディオニシウス1世（Dionysius the Elder）が自分を裏切ったケファロエディウムの主人となった。のちの時代に再び自主権を取り戻すが、明らかにカルタゴと友好関係を保ち、紀元前307年にシラクサ僭主アガトクレス（en:Agathocles）によって攻撃を受け支配された。第一次ポエニ戦争においては、アウルス・アティリウス・カラティヌス（Atilius Calatinus）とスキピオ・ナシカ率いるローマ艦隊によって紀元前254年に征服されたが、謀反によってでもなく軍力によるものでもなかった。キケロは、ケファロエディウムは明らかに繁栄した町で、ムニキピウムをもち謳歌していたとする。
東ローマ帝国時代、ケファロエディウムは平地から現在の懸崖へ定住地が移された。旧市街が打ち捨てられたわけではなかった。858年、長い包囲戦のあと、アラブ人に征服され、ガフルディ（Gafludi）と改名された。その後数世紀に渡り、町はシチリア太守国（en:Emirates of Sicily）の一部となった。
1063年、ノルマン人がチェファルを獲得し、1131年にシチリア王ルッジェーロ2世が町を岩の麓の近づきがたい位置に移させた。そこは小さいが素晴らしい港で、その場所に現在のチェファル大聖堂が建設され始めた。13世紀から1451年の間、違った封建領主に支配され、のちに町はチェファル司教の所有となった。 
リソルジメントの間、愛国者サルヴァトーレ・スピヌッツァ（it:Salvatore Spinuzza）は1857年にチェファルで射殺された。チェファルがイタリア王国に統合されたのは、1861年のことである。

## 文化・観光
「イタリアの最も美しい村」クラブ加盟コムーネである。2015年、大聖堂は世界遺産に登録されている。